# 竹葉多重子
竹葉 多重子（たけば たえこ、旧姓：曽我部、1966年6月16日 - ）は、日本のクレー射撃選手。2000年シドニーオリンピック、2004年アテネオリンピック代表。
兵庫県出身。徳島県育ち。池田高等学校卒業。身長159cm。体重56kg。
ライバル選手は中国のガオ・イー選手。尊敬する人物は坂本龍馬。またクレー射撃以外にもスキーを趣味でやっている。現在は株式会社フジに勤めている。

## 略歴
- 1990年 北京アジア大会トラップ女子団体で2位。
- 1993年 全日本選手権ダブルトラップで1位。
- 1994年 アジアクレー射撃選手権ダブルトラップで1位。
- 2000年 アジア大陸選手権トラップで1位。
- 2000年 シドニーオリンピックトラップで予選敗退16位。
- 2001年 ワールドカップファイナルで1位。
- 2002年 ズール大会で3位。
- 2003年 全日本選手権トラップで1位。
- 2004年 アテネオリンピックトラップで予選敗退8位。